# Rascht (Tadschikistan)
Rascht (tadschikisch Ноҳияи Рашт Nohijai Rascht, russisch Раштский район Raschtski rajon) ist ein Nohija (Bezirk) im Norden Tadschikistans. Rascht gehört zu den Nohijahoi tobei dschumhurij, den der Republik unterstellten Bezirken. Verwaltungssitz ist Gharm. Früher wurde der Bezirk nach dem Hauptort als Gharm bezeichnet.

## Lage
Der Bezirk liegt zwischen der Stadt Vahdat im Westen und dem Bezirk Lachsch im Osten. Im Süden grenzen die Bezirke Nurobod (Ноҳияи Нуробод), Sangwor (Ноҳияи Сангвор) und Todschikobod (Ноҳияи Тоҷикобод) an. Im Norden verläuft die Grenze entlang des östlichen Ausläufers (Finger) der Region Sughd und entlang der internationalen Grenze zu Kirgisistan. Hauptstadt ist Gharm, die Einwohner werden als „Gharmis“ bezeichnet. 2020 wurde die Bevölkerung auf 127.400 geschätzt.

## Verwaltung
Der Bezirk hat eine Fläche von ca. 4.600 km² und ist eingeteilt in zwei Städte und zwölf Dschamoatho.
| Dschamoat                              | Bevölkerung (Jan. 2015) |
| -------------------------------------- | ----------------------- |
| Gharm (Stadt)                          | 8.000                   |
| Nawobod (Stadt, Навобод)               | 5.000                   |
| Askalon (Аскалон)                      | 4.114                   |
| Hidschborak (Ҳиҷборак)                 | 5.609                   |
| Hoit (Ҳоит)                            | 7.716                   |
| Dschafr (Ҷафр)                         | 7.245                   |
| Qalai Surch (Қалъаи Сурх)              | 15.711                  |
| Qalanak (Қалъанак)                     | 10.411                  |
| Nusratullo Machsum (Нусратулло Махсум) | 13.762                  |
| Nawdij (Навдӣ)                         | 15.425                  |
| Obi Mehnat (Оби Меҳнат)                | 2.304                   |
| Rahimsoda (Раҳимзода)                  | 12.114                  |
| Tagoba (Тагоба)                        | 5.890                   |
| Jasman (Ясман)                         |                         |

## Geschichte

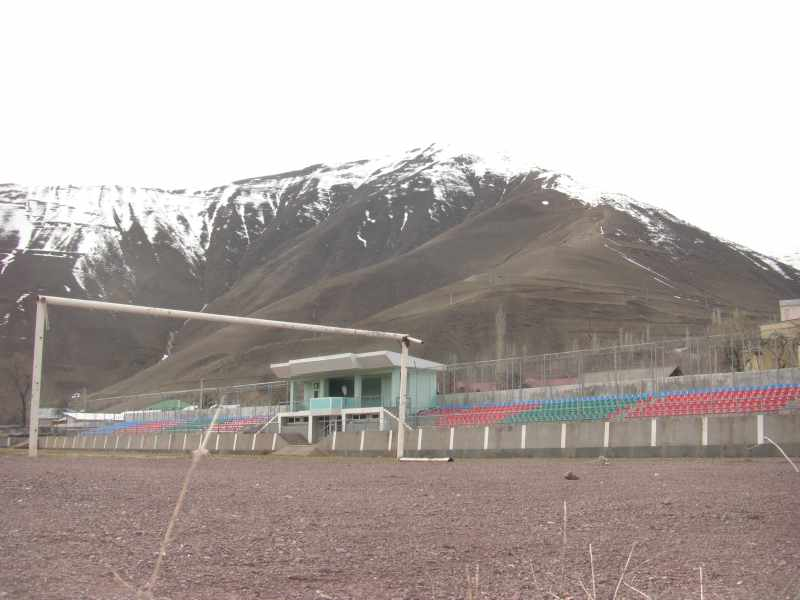
Gharm Stadium im Süden der Stadt Gharm.

In den 1920ern war Rascht ein Zentrum der Basmatschi, des anti-sowjetischen Widerstands in Zentralasien. 1929 kam der Kommandeur der Basmatschi, Faizal Maksum, aus Afghanistan nach Tadschikistan und eroberte kurzzeitig die Stadt Gharm, wurde aber später von sowjetischen Truppen verdrängt. In den 1920ern, im Verlauf der Neuorganisation der Grenzen in Zentralasien wurde aus den alten Distrikten „Karotegin“ und Darvaz (درواز‎) von Bukhara ein „Gharm Oblast/Vilayat“ (Гармская область; Вилояти Ғарм) gebildet. Dieser Garm Oblast bestand hauptsächlich aus Gebieten des Rascht-Tales (Qarategin), sowie aus dem Distrikt „Kalai-Khumb“. Während der 1950er wurde ein großer Teil der Bevölkerung von Gharm nach West-Tadschikistan zwangsumgesiedelt. Diese Menschen waren als „Gharmis“ bekannt.
1955 wurde der „Garm Oblast“ wieder abgeschafft und das Land wurde in den Gorno-Badakshan Autonomous Oblast (Berg-Badachschan) und die Regionen unter Republikanischer Führung aufgeteilt. Die Gharmis behielten ihre besondere Clan-Identität in Tadschikistan und als 1992 der Tadschikische Bürgerkrieg in dem kürzlich unabhängig gewordenen Land ausbrach, stellten sich viele Gharmis auf die Seite der islamischen Opposition. Während des Krieges waren Gharmis dann oft Opfer von Massakern. Die Stadt Gharm wurde später von der Opposition kontrolliert.
1998 wurden vier Mitglieder der United Nations Mission of Observers in Tajikistan von Männern der United Tajik Opposition (Иттиҳоди нерӯҳои мухолифини тоҷик) ermordet. Die Opfer waren Yutaka Akino, ein japanischer Experte für Zentralasische Geschichte, Major Ryszard Szewczyk aus Polen; Major Adolfo Scharpegge aus Uruguay und Jourajon Mahramov aus Tadschikistan.
Im Juli 2007 ereignete sich im Distrikt Rascht ein schweres Erdbeben (5,5 auf der Richterskala).